# Bolitoglossa
Bolitoglossa es un género de anfibios caudados de la familia Plethodontidae, conocidos vulgarmente como salamandras escaladoras tropicales o salamandras de pies palmeados. Se encuentran en México, Centroamérica, Colombia, Venezuela, Ecuador, Perú, Bolivia y Brasil. Se caracterizan porque sus patas tienen pequeñas garras con membranas interdigitales adaptadas para agarrarse de superficies lisas. 

## Especies
Se reconocen las siguientes 133 según ASW:
- Bolitoglossa adspersa (Peters, 1863)
- Bolitoglossa alberchi García-París et al., 2002
- Bolitoglossa altamazonica (Cope, 1874)
- Bolitoglossa alvaradoi Taylor, 1954
- Bolitoglossa anthracina Brame et al., 2001
- Bolitoglossa aurae Kubicki & Arias, 2016
- Bolitoglossa aureogularis Boza-Oviedo et al., 2012
- Bolitoglossa biseriata Tanner, 1962
- Bolitoglossa bolanosi Arias, Chaves & Parra-Olea, 2023[2]
- Bolitoglossa borburata Trapido, 1942
- Bolitoglossa bramei Wake et al., 2007
- Bolitoglossa caldwellae Brcko et al., 2013 [3]
- Bolitoglossa capitana Brame & Wake, 1963
- Bolitoglossa carri McCranie & Wilson, 1993
- Bolitoglossa cataguana Townsend et al., 2009
- Bolitoglossa celaque McCranie & Wilson, 1993
- Bolitoglossa centenorum Campbell et al., 2010
- Bolitoglossa cerroensis (Taylor, 1952)
- Bolitoglossa chica Brame & Wake, 1963
- Bolitoglossa chiquitica Arias, Chaves, Kubicki & Parra-Olea, 2024[4]
- Bolitoglossa chinanteca Rovito et al., 2012
- Bolitoglossa chucantiensis Batista, Köhler, Mebert & Vesely, 2014 [5]
- Bolitoglossa colonnea (Dunn, 1924)
- Bolitoglossa compacta Wake, Brame & Duellman, 1973
- Bolitoglossa conanti McCranie & Wilson, 1993
- Bolitoglossa copia Wake et al., 2005
- Bolitoglossa cuchumatana (Stuart, 1943)
- Bolitoglossa cuna Wake et al., 1973
- Bolitoglossa daryorum Campbell et al., 2010
- Bolitoglossa decora McCranie & Wilson, 1997
- Bolitoglossa diaphora McCranie & Wilson, 1995
- Bolitoglossa digitigrada Wake et al., 1982
- Bolitoglossa diminuta Robinson, 1976
- Bolitoglossa dofleini (Werner, 1903)
- Bolitoglossa dunni (Schmidt, 1933)
- Bolitoglossa engelhardti (Schmidt, 1936)
- Bolitoglossa epimela Wake & Brame, 1963
- Bolitoglossa equatoriana Brame & Wake, 1972
- Bolitoglossa eremia Campbell et al., 2010
- Bolitoglossa flavimembris (Schmidt, 1936)
- Bolitoglossa flaviventris (Schmidt, 1936)
- Bolitoglossa franklini (Schmidt, 1936)
- Bolitoglossa gomezi Wake et al., 2007
- Bolitoglossa gracilis Bolaños et al., 1987
- Bolitoglossa guaneae Acosta-Galvis & Gutiérrez-Lamus, 2012
- Bolitoglossa guaramacalensis Schargel et al., 2002
- Bolitoglossa hartwegi Wake & Brame, 1969
- Bolitoglossa heiroreias Greenbaum, 2004
- Bolitoglossa helmrichi (Schmidt, 1936)
- Bolitoglossa hermosa' Papenfuss et al., 1984
- Bolitoglossa hiemalis Lynch, 2001
- Bolitoglossa huehuetenanguensis Campbell et al., 2010
- Bolitoglossa hypacra (Brame & Wake, 1962)
- Bolitoglossa indio Sunyer et al., 2008
- Bolitoglossa insularis Sunyer et al., 2008
- Bolitoglossa jacksoni Elias, 1984
- Bolitoglossa jugivagans Hertz, Lotzkat & Köhler, 2013 [6]
- Bolitoglossa kamuk Boza-Oviedo et al., 2012
- Bolitoglossa kaqchikelorum Campbell et al., 2010
- Bolitoglossa la Campbell et al., 2010
- Bolitoglossa leandrae Acevedo et al., 2013 [7]
- Bolitoglossa lignicolor (Peters, 1873)
- Bolitoglossa lincolni (Stuart, 1943)
- Bolitoglossa longissima McCranie & Cruz-Díaz, 1996
- Bolitoglossa lozanoi Acosta-Galvis & Restrepo, 2001
- Bolitoglossa macrinii (Lafrentz, 1930)
- Bolitoglossa madeira Brcko et al., 2013 [3]
- Bolitoglossa magnifica Hanken et al., 2005
- Bolitoglossa marmorea (Tanner & Brame, 1961)
- Bolitoglossa medemi Brame & Wake, 1972
- Bolitoglossa meliana Wake & Lynch, 1982
- Bolitoglossa mexicana Duméril et al., 1854
- Bolitoglossa minutula Wake, Brame & Duellman, 1973
- Bolitoglossa mombachoensis Köhler & McCranie, 1999
- Bolitoglossa morio (Cope, 1869)
- Bolitoglossa mucuyensis García-Gutiérrez et al., 2013 [8]
- Bolitoglossa mulleri (Brocchi, 1883)
- Bolitoglossa muisca López-Perilla, Fernández-Roldán, Meza-Joya et Medina-Rangel, 2023 [9]
- Bolitoglossa nicefori Brame & Wake, 1963
- Bolitoglossa nigrescens (Taylor, 1949)
- Bolitoglossa ninadormida Campbell et al., 2010
- Bolitoglossa nussbaumi Campbell et al., 2010
- Bolitoglossa nympha Campbell et al., 2010
- Bolitoglossa oaxacensis Parra-Olea et al., 2002
- Bolitoglossa obscura Hanken et al., 2005
- Bolitoglossa occidentalis Taylor, 1941
- Bolitoglossa odonnelli (Stuart, 1943)
- Bolitoglossa omniumsanctorum (Stuart, 1952)
- Bolitoglossa oresbia McCranie et al., 2005
- Bolitoglossa orestes Brame & Wake, 1962
- Bolitoglossa pacaya Campbell et al., 2010
- Bolitoglossa palmata (Werner, 1897)
- Bolitoglossa pandi Brame & Wake, 1963
- Bolitoglossa paraensis (Unterstein, 1930)
- Bolitoglossa peruviana (Boulenger, 1883)
- Bolitoglossa pesrubra Taylor, 1952
- Bolitoglossa phalarosoma Wake & Brame, 1962
- Bolitoglossa platydactyla (Gray, 1831)
- Bolitoglossa porrasorum McCranie & Wilson, 1995
- Bolitoglossa psephena Campbell et al., 2010
- Bolitoglossa pygmaea Bolaños & Wake, 2009
- Bolitoglossa ramosi Brame & Wake, 1972
- Bolitoglossa riletti Holman, 1964
- Bolitoglossa robinsoni Bolaños & Wake, 2009
- Bolitoglossa robusta (Cope, 1894)
- Bolitoglossa rostrata (Brocchi, 1883)
- Bolitoglossa rufescens (Cope, 1869)
- Bolitoglossa salvinii (Gray, 1868)
- Bolitoglossa savagei Brame & Wake, 1963
- Bolitoglossa schizodactyla Wake & Brame, 1966
- Bolitoglossa silentium Arias, Chaves, Kubicki & Parra-Olea, 2024[4]
- Bolitoglossa silverstonei Brame & Wake, 1972
- Bolitoglossa sima (Vaillant, 1911)
- Bolitoglossa sombra Hanken et al., 2005
- Bolitoglossa sooyorum Vial, 1963
- Bolitoglossa splendida Boza-Oviedo et al., 2012
- Bolitoglossa striatula (Noble, 1918)
- Bolitoglossa stuarti Wake & Brame, 1969
- Bolitoglossa subpalmata (Boulenger, 1896)
- Bolitoglossa suchitanensis Campbell et al., 2010
- Bolitoglossa synoria McCranie & Köhler, 1999
- Bolitoglossa tamaense Acevedo et al., 2013 [7]
- Bolitoglossa tapajonica Brcko et al., 2013 [3]
- Bolitoglossa tatamae Acosta-Galvis & Hoyos, 2006
- Bolitoglossa taylori Wake et al., 1970
- Bolitoglossa tenebrosa Vazquez-Almazán & Rovito, 2014 [10]
- Bolitoglossa tica García-París et al., 2008
- Bolitoglossa tzultacaj Campbell et al., 2010
- Bolitoglossa vallecula Brame & Wake, 1963
- Bolitoglossa veracrucis Taylor, 1951
- Bolitoglossa walkeri Brame & Wake, 1972
- Bolitoglossa xibalba Campbell et al., 2010
- Bolitoglossa yucatana (Peters, 1882)
- Bolitoglossa zacapensis Rovito et al., 2010
- Bolitoglossa zapoteca Parra-Olea et al., 2002